# Sandy Island (Oeno, Pitcairninseln)
Sandy Island ist eine winzige, sandige Insel im Oeno-Atoll, welches zum Britischen Überseegebiet der Pitcairninseln gehört.

## Geographie
Sandy Island befindet sich nördlich von Oeno Island, der Hauptinsel des Atolls. Sie ist ca. 1,5 Hektar groß und hat einen Umfang von ca. 700 Metern. Da die Insel eine niedrige Sandbank ist, variieren diese Werte ständig.